# Систем за управљање релационим базама података
Систем за управљање релационим базама података или СУРБП (енгл. Relational database management system (RDBMS)) је систем за управљање базама података (СУБП) који је заснован на релационом моделу онаквом какав је увео Е. Ф. Код. Најпопуларнији комерцијални и слободни системи за управљање базама података тренутно у употреби су базирани управо на овом моделу.
Кратка дефиниција система за управљање релационим базама података је да је то систем за управљање базама података код кога су подаци, као и односи између података ускладиштени у виду табела.